# Anaklias hamn
Anaklias hamn är ett igångsatt hamnanläggningsprojekt vid Svarta havet vid Anaklia i Georgien.
Georgien har endast hamnar med låg kapacitet, vilka klarar fartyg med högst 6 meters djupgående. Sjötrafiken är idag baserad på små containerfartyg, som omlastas till och från större fartyg i Istanbul. Landet har därför under 2000-talet arbetat för att anlägga en helt ny djuphavshamn för större fartyg.
Anakliaprojektet avser i en första etapp att anlägga en hamn vid turistorten Anaklia med två tilläggsplatser för containerfartyg på upp till 10 000 TEU och 16 meters djupgående samt en för bulklastfartyg. Hamnen är tänkt att kunna hantera 900 000 TEU (20-fotsekvivalenter) per år, vilket är dubbelt så mycket som i Georgiens befintliga hamnar tillsammans. Tanken är att i senare etapper bygga ut hamnen väsentligt samt att anlägga en så kallad särskild ekonomisk zon. Hamnens storlek är anpassad för att kunna ta emot containerfartyg av en storlek på 10 000 TEU, vilka är de största som kan passera genom Bosporen ut till Medelhavet.
Anläggningen började hösten 2018 med muddring av sandmassor ur havet, vilka används för att fylla upp en 80 hektar stor markyta för hamnverksamheten på en åtta meter djup sandgrund.
Tanken är att hamnen ska utnyttjas också för transittrafik mellan Kina och Europa.
Hamnen byggs av företaget Anaklia Development Consortium, som leds av georgiska TBC Bank och det amerikanska Conti International. Projektet är ett Public Private Partnership (PPP), och Anaklia Development Consortium har fått en 52-årig koncession för att äga och driva hamnen. Under BOT-kontraktet (Build-Operate-Transfer) med regeringen har den senare överlåtit 330 hektar mark och 225 hektar vattenyta för ändamålet samt åtagit sig att bygga ut väg- och järnvägsinfrastruktur.
Den första etappen av hamnen var planerad att börja tas i bruk 2021, men i januari 2020 sade regeringen upp avtalet med Anakalia Development Consortium eftersom projektet var kraftigt försenat. I slutet av maj 2024 meddelade den georgiska regeringen att hamnen kommer att byggas tillsammans med ett kinesiskt konsortium.
Anakalia Develop Project överklagade beslutet men förlorade i den internationella skiljedomstolen. I augusti 2024 meddelades det att det belgiska företaget Jan De Nul hade fått i uppdrag att bygga själva hamnen. Den beräknas öppna för trafik  år 2029.